# Свинецтриродий
Свинецтриродий — бинарное неорганическое соединение
родия и свинца
с формулой PbRh3,
кристаллы.

## Получение
- Сплавление стехиометрических количеств чистых веществ:

{\displaystyle {\mathsf {3Rh+Pb\ {\xrightarrow {1230^{o}C}}\ PbRh_{3}}}}

## Физические свойства
Свинецтриродий образует кристаллы
кубической сингонии, пространственная группа P m3m, параметры ячейки a = 0,402 нм, Z = 1,
структура типа тримедьзолота AuCu3
.
Соединение образуется по перитектической реакции при температуре 1230°C.